# Ficus fresnoensis
Ficus fresnoensis är en mullbärsväxtart som beskrevs av Armando Dugand. Ficus fresnoensis ingår i släktet fikonsläktet, och familjen mullbärsväxter. Inga underarter finns listade i Catalogue of Life.